# Олма (инвестиционная фирма)
Олма — российская компания, оказывает консультационные и посреднические услуги на российских фондовых и срочных рынках. Основана в 1992 году. Полное наименование — АО «Инвестиционная фирма „ОЛМА“».

## Руководство
Председатель совета директоров — Олег Евгеньевич Ячник, генеральный директор — Симонова Любовь Николаевна.

## Деятельность
Оказывает услуги по организации корпоративных сделок, формированию программ привлечения финансирования, размещения ценных бумаг, консультирует предприятия по вопросам ликвидности и капитализации. Фокусируется на операциях с акциями компаний малой и средней капитализации.
В конце 2020 года появилась информация о продаже ИФ «Олма».
В конце 2022 года ЦБ заявил об аннулировании лицензий фирмы на брокерскую и дилерскую деятельность.

## Рейтинги
По данным НРА по состоянию на 2015 год входит в группу «АА» в рейтинге надёжности инвестиционных компаний.
В 2015 году рейтинговое агентство «Эксперт РА» присвоило рейтинг кредитоспособности (долгосрочной кредитоспособности) на уровне «А» (высокий уровень кредитоспособности), первый подуровень.
В 2018 году «Эксперт РА» отозвало свой рейтинг у компании.